# 사토 다이텐
사토 다이텐(일본어: 佐藤 大典, 1983년 1월 26일 ~ )는 일본의 전 축구 선수이다.

## 구단 경력
과거 더스파 구사쓰, AC 나가노 파르세이루에서 활동하였다.